# Lastminute
Lastminute is de naam voor vakantiereizen of vliegtickets die op het laatste moment worden geboekt, bijvoorbeeld een dag (niet een minuut) voor vertrek. Over het algemeen zijn de prijzen van lastminutes fors lager dan de standaardprijzen. Dit komt doordat een lege stoel in het vliegtuig of een lege hotelkamer vakantiemaatschappijen alleen maar geld kosten. Zij kunnen zodoende beter de vakantie of vlucht voor lagere tarieven van de hand doen.

## Soorten lastminutes
Lastminutes zijn er in verschillende soorten. Zo bestaan er lastminute-vakanties naar de zon en naar de sneeuw, lastminutevluchten en -vliegtickets, allinclusives enz.

## Lastminutes op het internet
Omdat snelheid geboden is bij het boeken van lastminutes is het internet een ideaal medium om lastminutes te verhandelen. Inmiddels is het begrip lastminutes breed ingeburgerd. Vrijwel alle reisorganisaties gebruiken de term en maken er on- en offline reclame mee. Doordat lastminutes zo breed geaccepteerd zijn is de handel op internet de laatste jaren sterk toegenomen. Hiermee is de vakantiebranche op internet een van de bestlopende e-commercemarkten van Nederland. Naar verwachting zal de markt in 2010 zijn gegroeid tot zo'n 1,5 miljard euro.
Naast lastminute-reizen zijn er ook firstminute-reizen.